# Super Trucks
Super Trucks (Super Trucks Racing en Amérique du Nord) est un jeu vidéo de course de camions développé et édité par Jester Interactive, sorti en 2002 sur PlayStation 2.

## Accueil
- Jeux vidéo Magazine : 12/20[1]